# Arnold C. Brackman

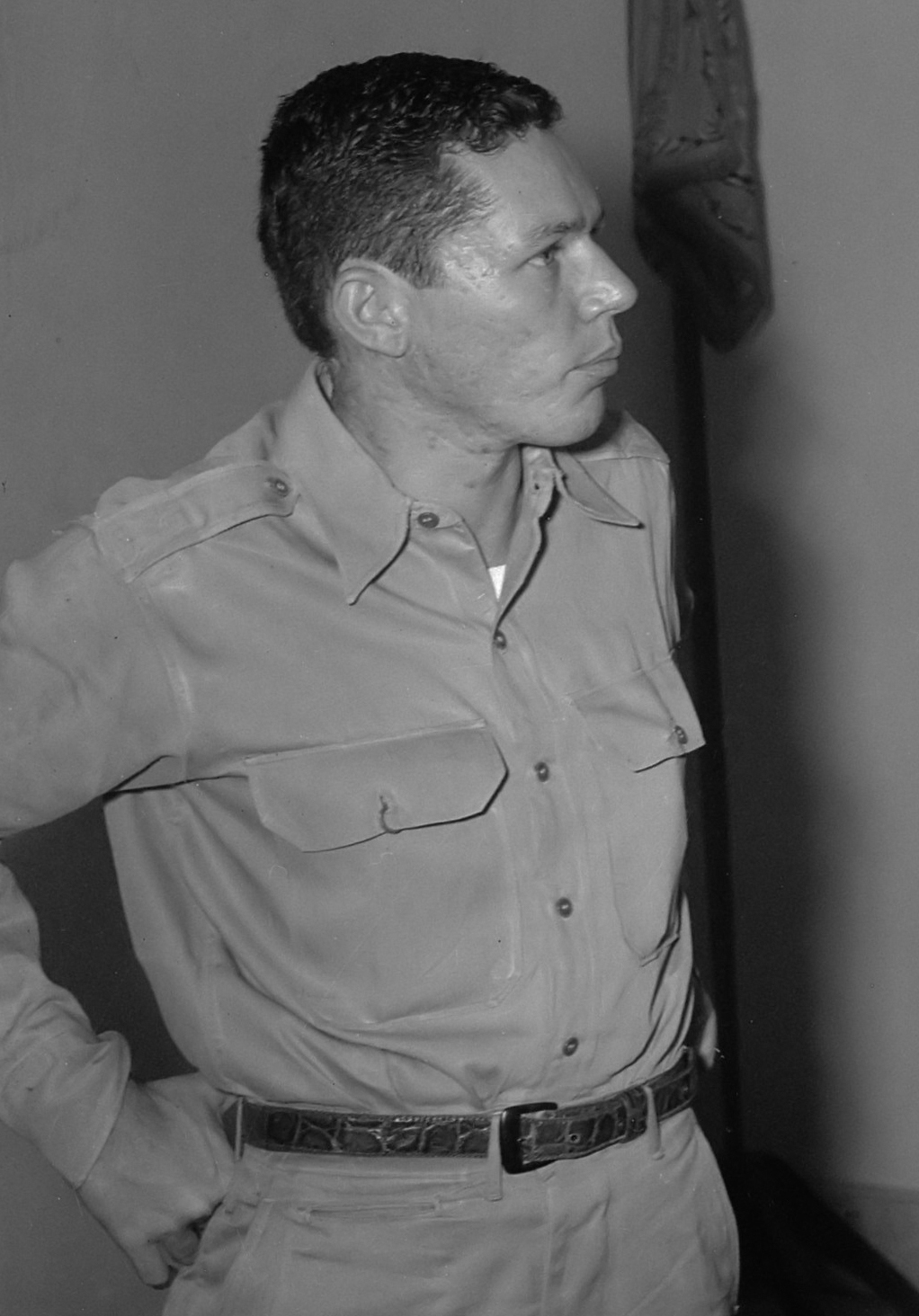
Arnold C. Brackman

Arnold Charles Brackman (Nueva York, 6 de marzo de 1923 - Danbury, Connecticut, 21 de noviembre de 1983) fue un periodista y autor estadounidense .

## Vida
Brackmann estudió periodismo en la Universidad de Nueva York y luego se convirtió en periodista y autor de libros principalmente sobre el Sudeste Asiático y la arqueología. Fue reportero en los juicios de Tokio por crímenes de guerra japoneses celebrados en Japón tras la Segunda Guerra Mundial. En años posteriores trabajó para el Christian Science Monitor y el New York Times.
En su libro sobre la presentación conjunta de los resultados de sus investigaciones por parte de Charles Darwin y Alfred Russel Wallace en 1858, lo llamó A Delicate Interplay (una delicada interacción). En los años sesenta y setenta, Brackman trabajó en el Instituto para el Estudio de Conflictos, con sede en Londres, que según algunas fuentes estaba financiado por la CIA.
Brackman estaba casado y tenía una hija. Vivió en Brookfield Center, Connecticut hasta su muerte.

## Obra principal
- The Other Nuremberg: The Untold Story of the Tokyo War Crimes Tribunal. William Morrow & Co, New York City 1987, ISBN 0-688-04783-1.
- The Luck of Nineveh: Archeology's Great Adventure. McGraw Hill, New York City 1978, ISBN 0-07-007030-X.
  - Der Traum von Ninive: Das große Abenteuer der Archäologie. Meyster, Wien 1981, ISBN 3-7057-2013-9.
- A Delicate Arrangement. The Strange Case of Charles Darwin and Alfred Russel Wallace. Times Books, New York City 1980, ISBN 0-8129-0883-X.
- Sie fanden den goldenen Gott: Das Grab des Tutanchamun und seine Entdeckung. Lübbe, Bergisch Gladbach 1978, ISBN 3-7857-0217-5.
- Indonesia: The Critical Years 1976–1978. Conflict Studies #49. Institute for the Study of Conflict, London 1974.
- Brazil. Conflict Studies, Institute for the Study of Conflict, London 1974.
- The Dream of Troy. Van Nostrand Reinhold Co., New York City 1974, ISBN 0-442-26098-9.
- The Communist Collapse in Indonesia, Norton, New York City, USA 1969.
- Southeast Asia's Second Front – The Power Struggle in the Malay Archipelago. Pall Mall Press, London 1966.